# Achmore

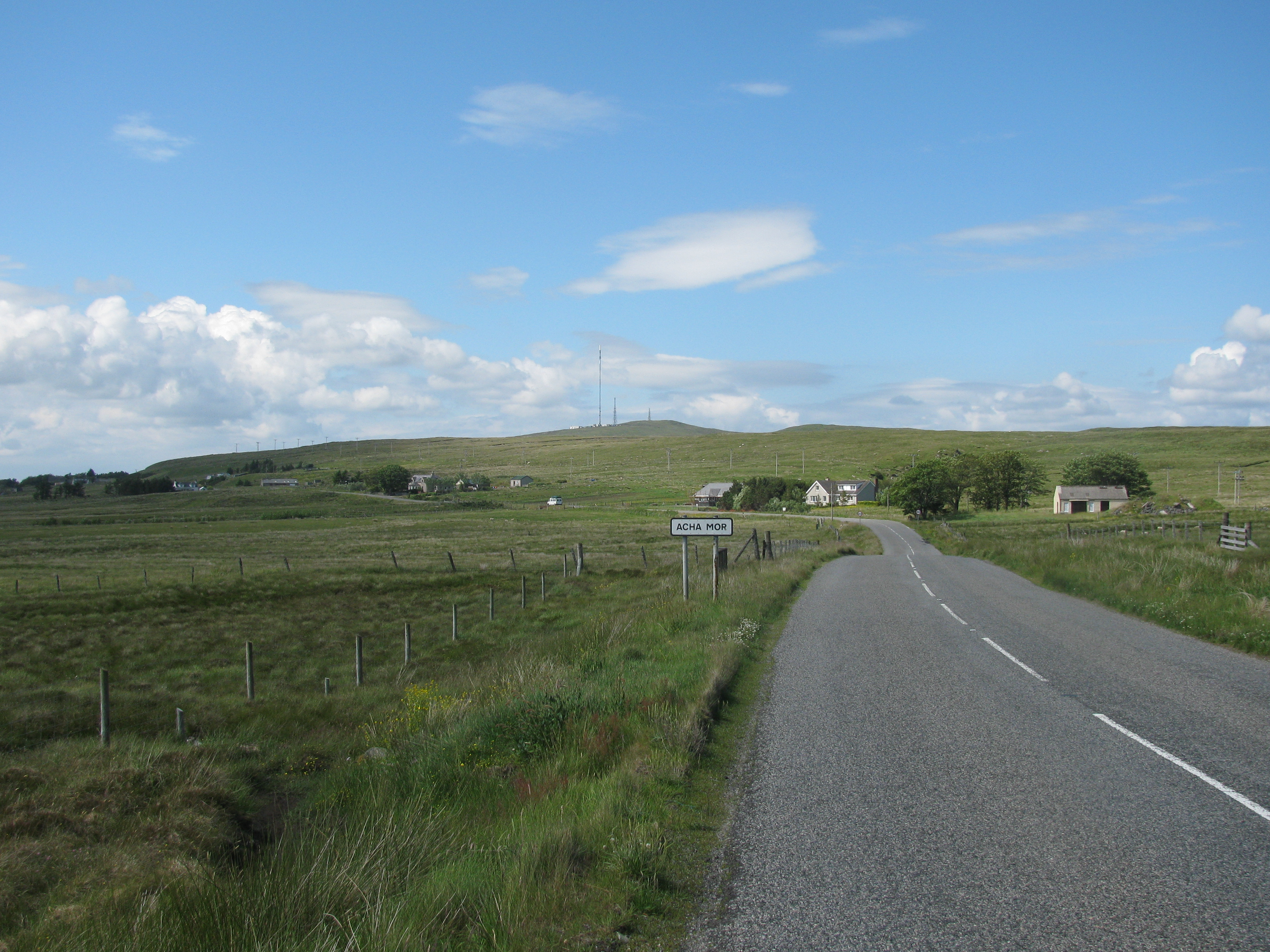
Vista de la villa desde la carretera principal.

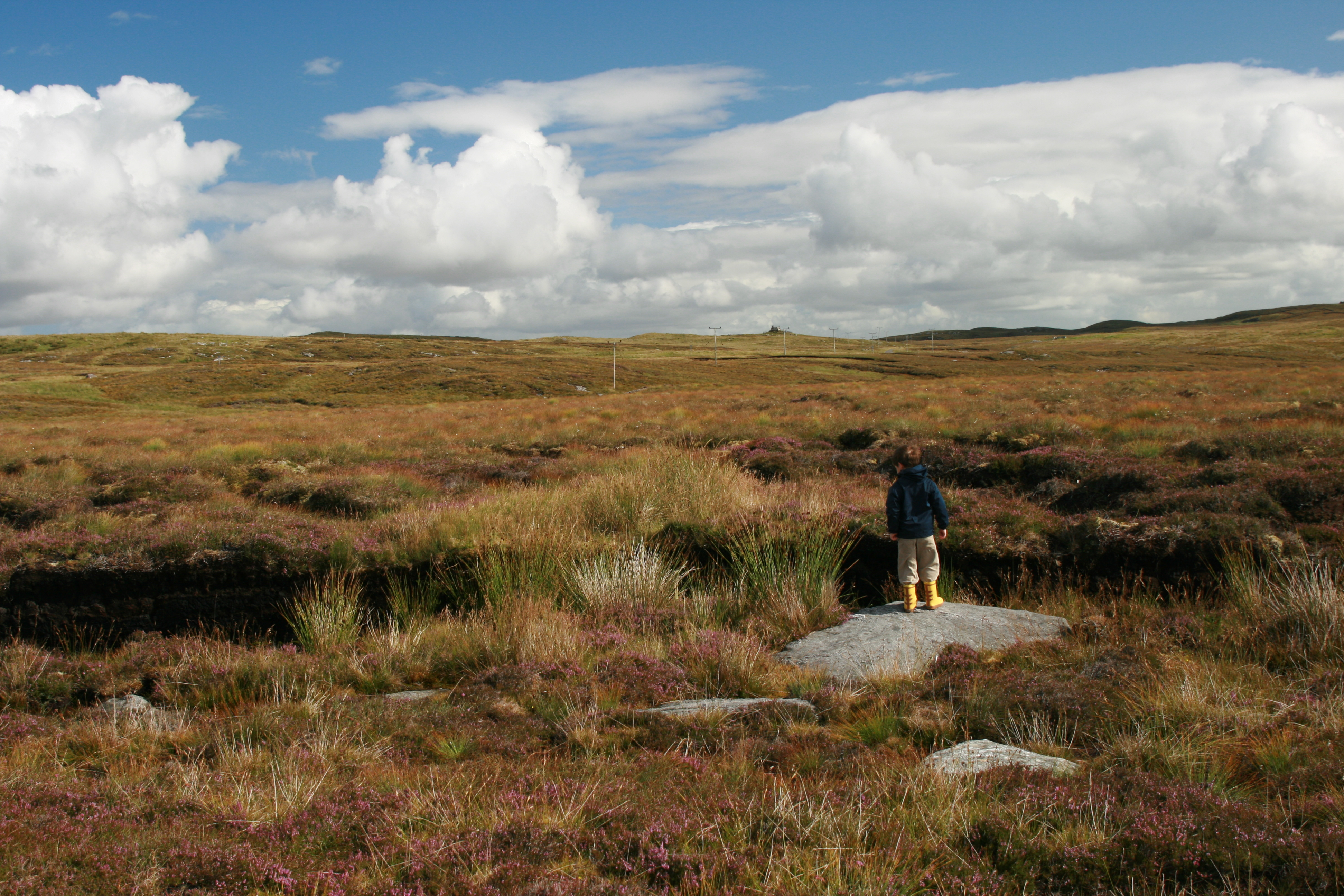
Varias losas caídas y ahora fuera de la turba donde yacían. Como referencia, el niño mide 1 metro.

Achmore (en Gaélico escocés: An t-Acha Mòr) es una aldea en las Hébridas Exteriores escocesas, en la isla de Lewis. El pueblo es el único de Lewis que no se encuentra en la costa. 

## Crómlech
Los restos de un antiguo círculo de piedra, cuyas losas están caídas en su mayor parte, se encuentran cerca de la aldea, y es conocido como el círculo de piedra de Achmore.
Podría estar vinculado a las salidas y puestas de la luna y el sol respecto a una cadena de cerros que parece una mujer yacente (y solo desde el círculo de piedras de Achmore con apariencia de embarazada), llamada La bella durmiente. 
El círculo fue descubierto en 1981, aunque había sospechas de que algunas rocas desenterradas en la década de 1930 fueran un círculo, y mide 41 metros de diámetro. Construido alrededor del año 2000 a. C. y probablemente estaba formado por 22 monolitos de hasta dos metros de altura, dos de los cuales permanecen en pie.*

### Bibliografía

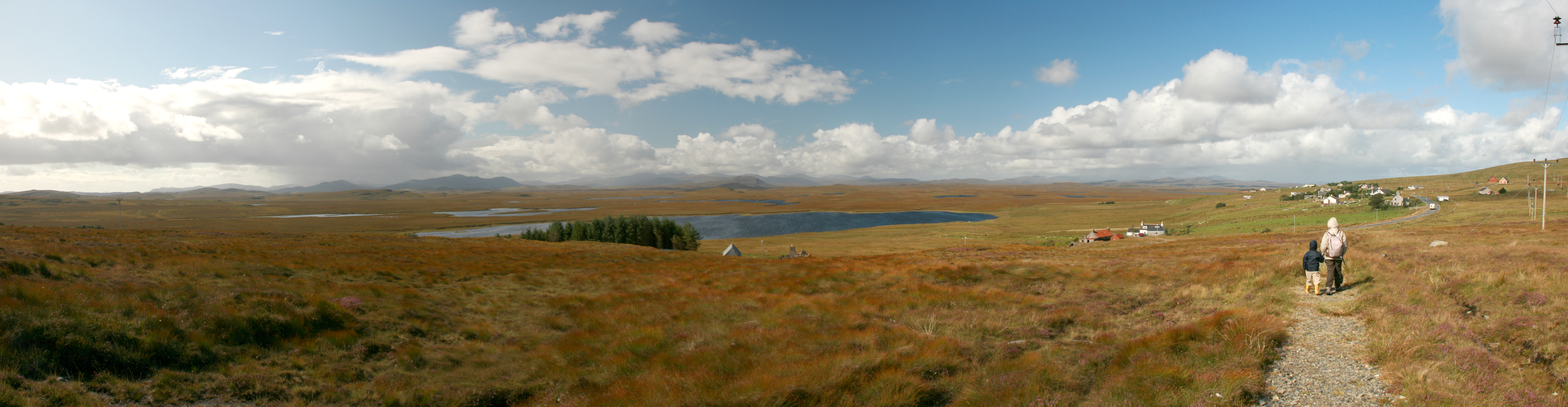
Vista panorámica de Achmore desde el círculo de piedras de la localidad.